# 星めぐりの町
『星めぐりの町』は、2018年1月27日に公開された日本映画。
黒土三男の脚本・監督作品。愛知県豊田市で撮影された小林稔侍の映画初主演作品である。黒土自身にとっても生前最後の作品である。

## あらすじ
若き日々、京都で豆腐作りの修行を積んだ島田勇作。妻を早くに亡くし、愛知県豊田市で一人娘の志保と共に暮らしていた。
勇作は、手間と時間をかけて、おいしい豆腐を作り、移動式販売店を営んでいる。
ある日、警察官が東日本大震災で家族全員を失った少年を連れてくる。政美は亡き妻の遠縁であったのだ。
政美は、島田と生活を始めるが、政美は心を閉ざしたままである。そんな政美を島田は豆腐作りを通じて、静かに見守り続けようとする。
そして、いつしか政美も勇作と志保との生活の中で徐々に心を取り戻していく。
しかし、突然、自宅で留守番をしていた政美に、大きな揺れが町を襲う。勇作が自宅に戻ると、政美の姿は消えていたのだが。

## キャスト
- 島田勇作（しまだゆうさく） - 小林稔侍
- 島田志保 - 壇蜜
- 弥生（女将） - 高島礼子
- 木内政美 - 荒井陽太
- 坂崎五郎（巡査） - 神戸浩
- 社長 - 平田満
- 加藤（社長の部下） - 六平直政
- 土門まき - 佐津川愛美
- 佐久間信（修理工） - 石田卓也
- 沢本健司 - 小林健
- 小雪（中居） - 小林千晴

## 製作

### スタッフ
- 監督・脚本：黒土三男
- 原案：黒土三男
- 企画：黒土三男
- エグゼクティブプロデューサー：岩城レイ子
- プロデューサー：中尾幸男
- 撮影：釘宮慎治
- 録音：橋本泰夫
- 照明：吉角壮介、田部浩
- 美術：塩野邦男
- 助監督：遠藤健一
- 記録：北住陽子
- 編集：細野優理子
- ラインプロデューサー：金沢勇大
- ロケ協力：とよたフィルムコミッション
- 配給・宣伝：ファントム・フィルム
- 制作プロダクション：エースプロダクション・ケイセブン
- 宣伝協力：プリマステラ
- 製作：豊田市・映画「星めぐりの町」実行委員会